# Eugerdella coarctata
Eugerdella coarctata är en kräftdjursart som först beskrevs av G.O Sars 1899.  Eugerdella coarctata ingår i släktet Eugerdella och familjen Desmosomatidae. Arten är reproducerande i Sverige. Inga underarter finns listade i Catalogue of Life.